# アムトラック・カスケーズ

運行経路図

アムトラック・カスケーズ（Amtrak Cascades）は、カナダのバンクーバーとアメリカ合衆国のオレゴン州ユージーンを結ぶ旅客列車である。カナダのブリティッシュコロンビア州、アメリカ合衆国のワシントン州、オレゴン州を運行範囲とし、各州の援助を受けてアムトラックが運行している。列車名はカスケード山脈に由来する。
中間のシアトル、ポートランドを発着する列車が設定されており、全区間通し運行は行われていない。

## 車両
高速化を図るため、客車はスペインのタルゴ製客車が使用されている。現時点での最高運転速度は127km/hであるが、最高設計速度は200km/hに対応している。
2026年以降にタルゴ製客車はシーメンスが製造する「ベンチャー」に置き換えられる予定である。
機関車はシーメンス製「チャージャー」のSC-44が充当される。機関車は編成の南側（ユージーン側）に連結し、北側（バンクーバー側）にはタルゴ製制御車が連結される。

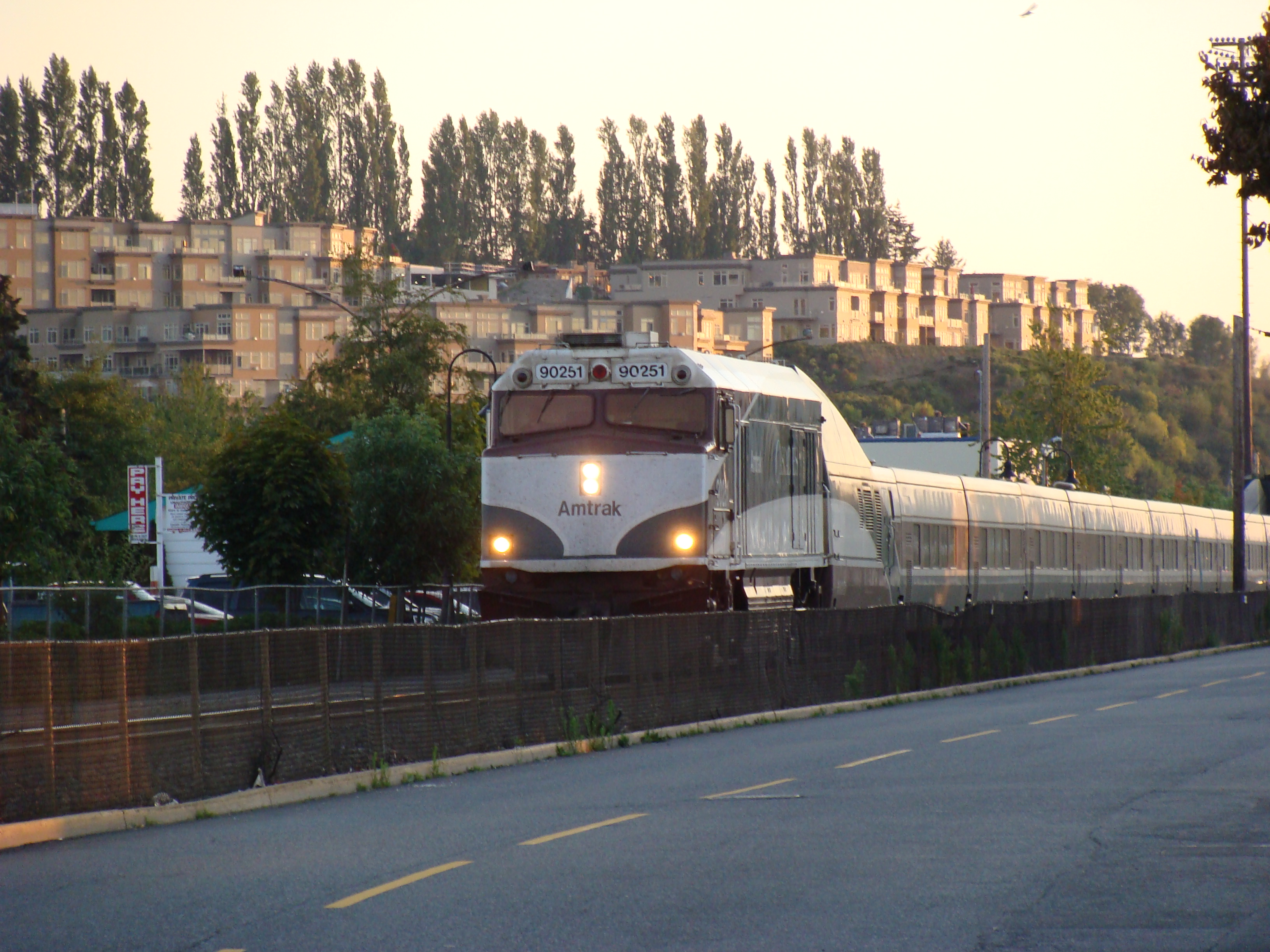
2020年に引退したF40PH転用の制御荷物車
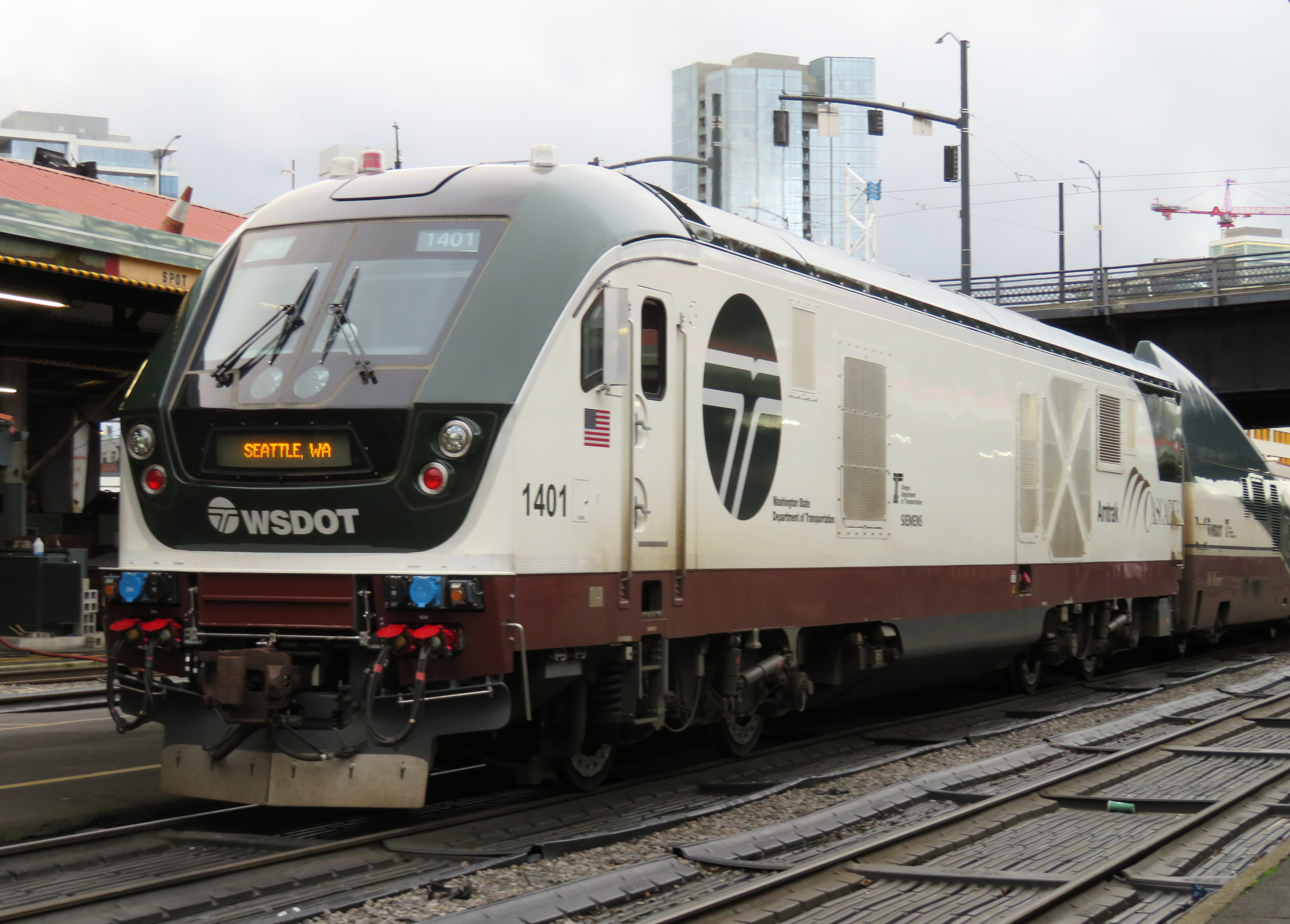
シーメンス製SC-44「チャージャー」

## 事故
2017年12月18日、シアトルからポートランドへ向かっていた列車がワシントン州タコマ近郊のデュポンで脱線する事故が発生し、3人が死亡、100人以上が病院へ搬送された。現場はこの日に開通した新線であり、高速道路（州間高速道路5号線）を跨ぐ高架橋手前にある急カーブでの速度超過が原因とされている。当該列車はこの新線経由で運行される一番列車であった。